# シリア・アラブ航空
シリア・アラブ航空(アラビア語: مؤسسة الطيران العربية السورية; mu’assasat aṭ-ṭayarān al-‘arabīya as-sūrīya, 英語: Syrian Arab Airlines),は、シリアのダマスカスを本拠地とする航空会社。同国のフラッグ・キャリアである。ダマスカス国際空港をベースにアジア、中東、ヨーロッパと北アフリカの40都市以上へ就航している。アラブ航空会社機構に加盟。

## 概要
シリア・アラブ航空は1961年10月にシリア政府によって設立。1963年の夏に3機のダグラス DC-6、2機のダグラス DC-4と3機のダグラス DC-3で運航を開始。ローマ・ミュンヘン・パリ・ロンドンへ就航。1976年にはボーイング727-200とボーイング747-SPを受領。その後路線を拡大し、現在は世界49都市に就航している。

## 就航都市

### アフリカ

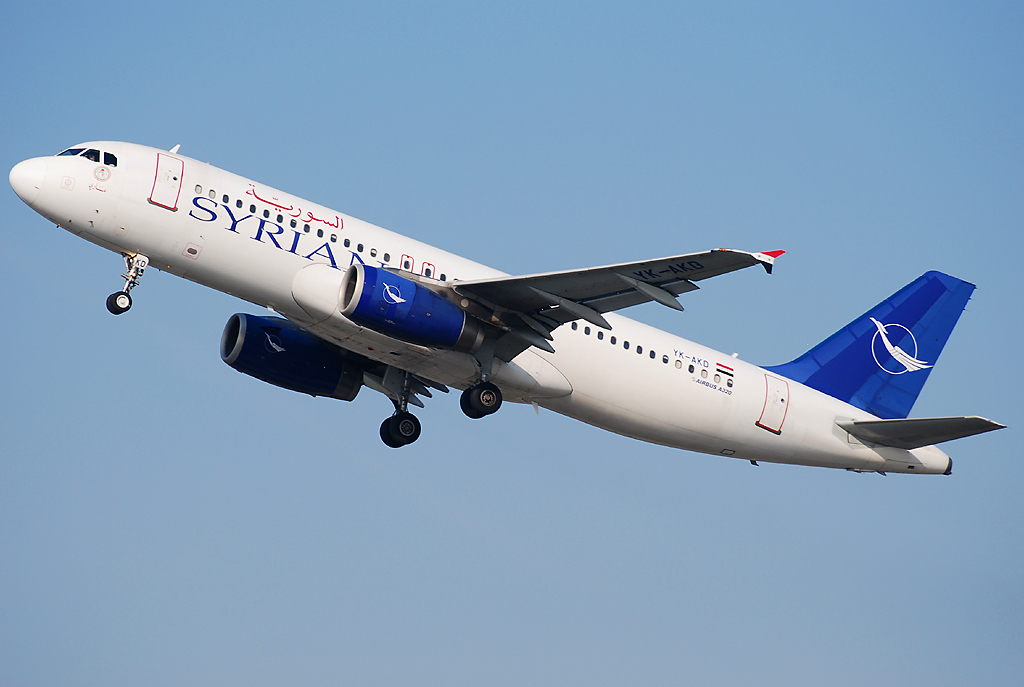
エアバスA320

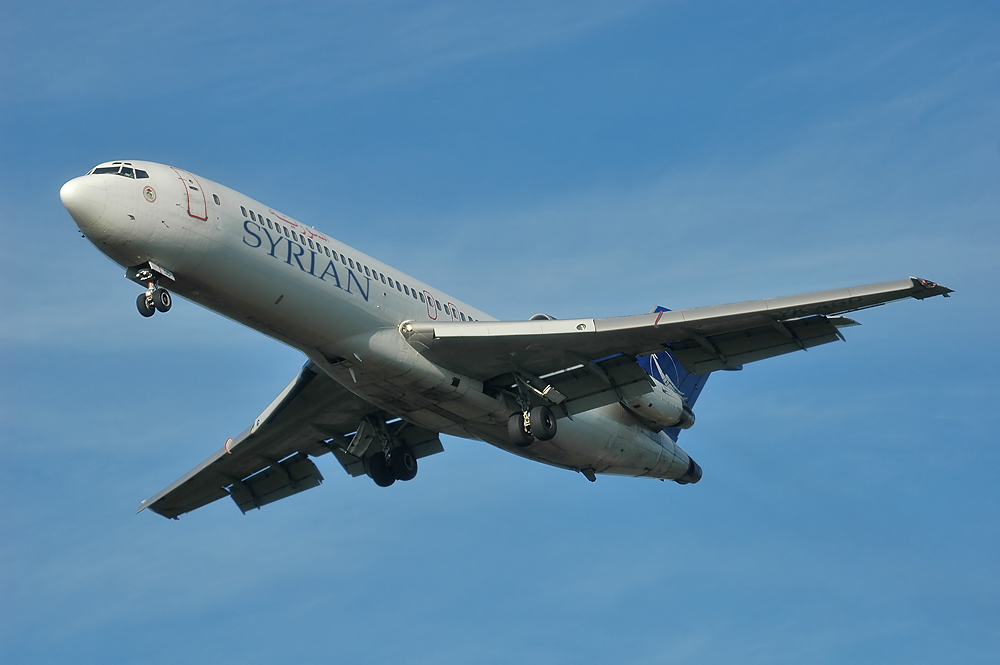
ボーイング727

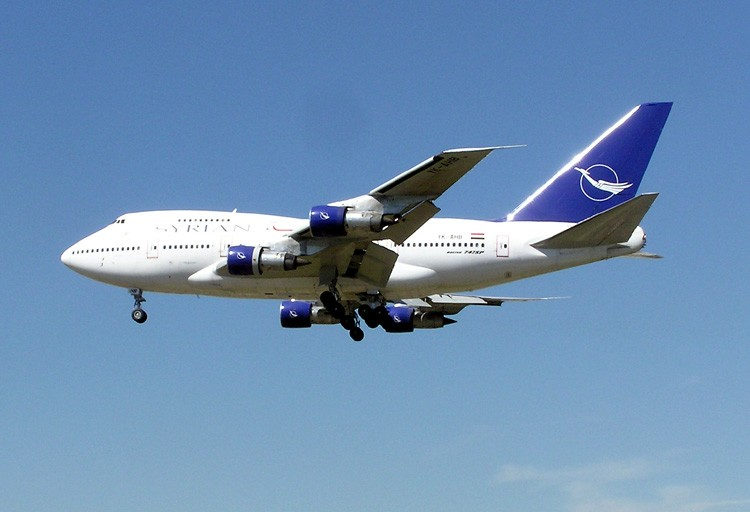
ボーイング747-SP

- アルジェリア
  - アルジェ (ウアリ・ブーメディアン空港)
- エジプト
  - カイロ (カイロ国際空港)
- リビア
  - ベンガジ(ベニナ空港)
  - トリポリ(トリポリ国際空港)
- モロッコ
  - カサブランカ (ムハンマド5世国際空港)
- スーダン
  - ハルツーム (ハルツーム国際空港)
- チュニジア
  - チュニス (チュニス・カルタゴ国際空港)

### 南アジア
- インド
  - ムンバイ (チャットラパティー・シヴァージー国際空港)
  - デリー (インディラ・ガンディー国際空港)
- パキスタン
  - カラチ (ジンナー国際空港)

### 南西アジア
- アルメニア
  - エレバン (ズヴァルトノッツ国際空港)
- バーレーン
  - マナーマ (バーレーン国際空港)
- イラン
  - テヘラン (エマーム・ホメイニー国際空港)
- イラク
  - バグダード (バグダード国際空港)
- ヨルダン
  - アンマン (クィーンアリア国際空港)
- クウェート
  - クウェート(クウェート国際空港)
- レバノン
  - ベイルート(ラフィク・ハリリ国際空港)
- カタール
  - ドーハ(ドーハ国際空港)
- サウジアラビア
  - ジッダ(キング・アブドゥルアズィーズ国際空港)
  - リヤド(キング・ハーリド国際空港)
  - ダンマーム(キング・ファハド国際空港)
- シリア
  - ダマスカス(ダマスカス国際空港) ハブ空港
  - アレッポ(アレッポ国際空港) ハブ空港
- アラブ首長国連邦
  - ドバイ(ドバイ国際空港)
  - アブダビ(アブダビ国際空港)
  - シャールジャ(シャールジャ国際空港)
- イエメン
  - サナア(サヌア国際空港)

### ヨーロッパ
- オーストリア
  - ウィーン(ウィーン国際空港)
- ベルギー
  - ブリュッセル(ブリュッセル国際空港)
- ブルガリア
  - ソフィア(ソフィア空港)
- キプロス
  - ラルナカ(ラルナカ国際空港)
- デンマーク
  - コペンハーゲン(コペンハーゲン国際空港)
- フランス
  - マルセイユ(マルセイユ・プロヴァンス空港)
  - パリ(オルリー空港)
- ドイツ
  - ベルリン(ベルリン・シェーネフェルト国際空港)
  - フランクフルト(フランクフルト空港)
  - ミュンヘン(ミュンヘン国際空港)
- ギリシャ
  - アテネ(アテネ国際空港)
- イタリア
  - ミラノ(ミラノ・マルペンサ国際空港)
  - ローマ(フィウミチーノ空港)
- オランダ
  - アムステルダム(アムステルダム・スキポール空港)
- ルーマニア
  - ブカレスト(アンリ・コアンダ国際空港)
- ロシア
  - モスクワ(シェレメーチエヴォ国際空港)
- スペイン
  - バルセロナ(バルセロナ・エル・プラット国際空港)
  - マドリード(アドルフォ・スアレス・マドリード＝バラハス空港)
- スウェーデン
  - ストックホルム(ストックホルム・アーランダ空港)
- トルコ
  - イスタンブール(アタテュルク国際空港)
- イギリス
  - ロンドン(ロンドン・ヒースロー空港)

## コードシェア
シリア・アラブ航空は下記の航空会社とコードシェアを行っている。
- ロイヤル・ヨルダン航空
- サウジアラビア航空

## 機材
シリアはアメリカとの外交関係上、ボーイング、エアバスから直接新型機種を購入するのが難しいためロシア製の旅客機を新規発注して投入している。
- エアバスA320-200 6機
- エアバスA340-300 1機　2017年と2020年にイランを通じて取得。国連の制裁措置を回避する形となった。
- エアバスA340-600 1機
- ボーイング747-SP 2機
- ボーイング727-200 3機
- イリューシン96-300 1機(発注中)
- イリューシン96-400 2機(発注中)
- ツポレフ204 4機(発注中)
- MS-21 15～20機(発注中)